# Larry Charles
Larry Charles (nascut el 1955 o 1956) és un còmic, guionista, director, actor i productor estatunidenc. Va ser guionista de la sitcom Seinfeld durant les seves primeres cinc temporades. També ha dirigit la pel·lícula documental Religulous i les pel·lícules de falsos documentals de comèdia Borat, Brüno i The Dictator. La seva sèrie documental de Netflix Larry Charles' Dangerous World of Comedy es va estrenar el 2019.

## Primers anys
Charles es va criar en una família jueva a Coney Island, Brooklyn, Nova York. Després de graduar-se a la John Dewey High School, va estudiar a la Universitat Rutgers a Nova Jersey, però va deixar l'escola per fer rutines de comèdia.

## Carrera

### Inici de carrera
Charles va fer una comèdia stand-up durant la dècada de 1970 fins que va ser contractat per escriure per al programa de comèdia d'esketches de curta durada Fridays, on va treballar amb Larry David. Això va començar la carrera de Charles en l'escriptura televisiva que va incloure The Arsenio Hall Show i, finalment, Seinfeld. David li va donar la feina d'escriptor a Seinfeld i el seu debut com a director a Curb Your Enthusiasm.

### Seinfeld
Encara que els co-creadors de la sèrie Larry David i Jerry Seinfeld van escriure la major part dels episodis de la sèrie durant les primeres temporades, Charles va ser el seu segon al comandament durant aquest període. Charles havia conegut el cocreador de Seinfeld, David, quan formava part de l'equip de redacció del xou d’esquetxos de l'ABC Fridays, on David i Michael Richards també formava part del repartiment del conjunt del programa. Charles no havia pogut escriure per a la primera temporada del programa, ja que havia estat escrivint per a ' 'The Arsenio Hall Show.
Charles és conegut per contribuir amb algunes de les històries i escenes més fosques del programa. A l'episodi de la segona temporada "The Baby Shower" Charles va escriure una seqüència de somnis en què el personatge principal, Jerry Seinfeld, va ser assassinat. Els episodis de Charles també van cobrir temes tan controvertits com el nazisme (a "The Limo"), un acosador psicòtic (a "The Opera") i un pacient de l'hospital que es va suïcidar (a "The Bris"). Un episodi de la segona temporada que va escriure, "The Bet", sobre la compra d'Elaine una pistola per protegir-se, mai es va filmar perquè NBC, alguns del repartiment i el director del programa van sentir que el contingut de les armes era massa provocador. harles va afirmar que el seu escrit a Seinfeld estava molt influenciat per Dragnet, Superman i Abbott i Costello.
Charles va dir que va ser fonamental en el desenvolupament de Cosmo Kramer; va sentir que "Jerry i George estaven tan ben definits a través de Larry David i Jerry, que hi havia menys espai per a mi per, una mica, ampliar aquestes persones. Però Kramer no estava molt format al començament del programa i em va donar una àrea de creativitat per expandir-me, així que vaig passar molt de temps amb Kramer perquè era un personatge en el qual podia tenir un impacte en el futur del programa". Va ser Charles qui va impregnar en Kramer la desconfiança de l'autoritat (especialment en els seus episodis "The Baby Shower" i "The Heart Attack"), i qui va crear el personatge del famós amic no vist de Kramer Bob Sacamano, després del seu amic de la vida real del mateix nom.

### Cinema
El primer llargmetratge de Charles va ser Masked and Anonymous (2003) que va dirigir i va coescriure amb Bob Dylan (amb els pseudònims de Rene Fontaine i Sergei Petrov, respectivament). La pel·lícula va rebre una reacció mixta del públic i de la crítica; va funcionar malament a la taquilla. Charles sosté que calen moltes visualitzacions per gaudir de la pel·lícula: "Vull que la pel·lícula sigui com una gran cançó de Bob Dylan que s'escolta una vegada i una altra més i perquè la gent [torni] i la torni a veure i obtingui moltes més coses, o coses totalment diferents."
El seu segon llargmetratge com a director, la comèdia de fals documental de Sacha Baron Cohen Borat, va tenir molt més èxit; va "establir nous rècords en termes de rendibilitat; amb un pressupost de 18 milions de dòlars, va recaptar més de 261 milions de dòlars". En una entrevista, Charles va parlar de com, a causa de la naturalesa del procés de fals documental, també havia d'actuar, encara que res de la seva actuació va arribar a la pantalla: "Tots, sobretot jo, també havíem d'interpretar un personatge. Jo no era Larry Charles quan estàvem a la carretera. Havíem d'estar tots en el personatge, i ho havíem d’equilibrar amb les nostres necessitats estètiques i logístiques per produir la pel·lícula correctament […] El director també havia d'actuar." La pel·lícula va ser nominada a la millor pel·lícula musical o comèdia als Globus d'Or.

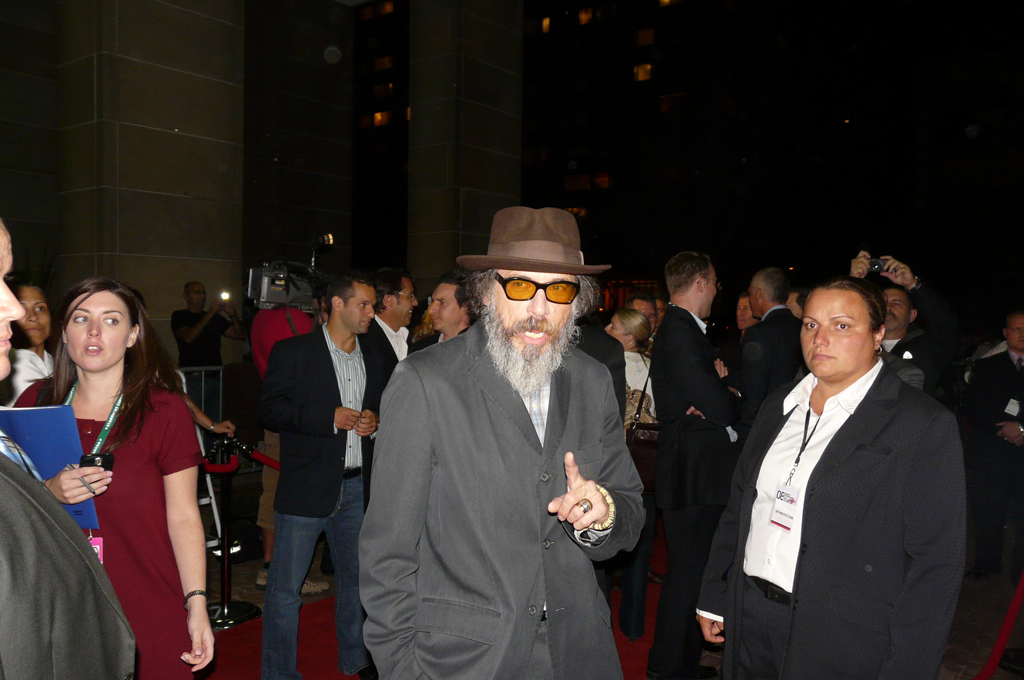
Parlant amb fans fora de l'estrena TIFF de Religulous, 2008

La tercera pel·lícula de Charles va ser Religulous, un documental amb Bill Maher sobre l'estat de la religió contemporània que es va publicar l'octubre de 2008.

### Actuacions en directe
Charles rarament actua en directe, però ha aparegut a Un-Cabaret i es pot escoltar en diversos dels seus podcasts.

## Filmografia

### Cinema
| Títol                | Any  | Director | Guionista | Notes      |
| -------------------- | ---- | -------- | --------- | ---------- |
| Masked and Anonymous | 2003 | Sí       | Sí        |            |
| Borat                | 2006 | Sí       |           |            |
| Religulous           | 2008 | Sí       |           | Documental |
| Brüno                | 2009 | Sí       |           |            |
| The Dictator         | 2012 | Sí       |           |            |
| Objectiu: Bin Laden  | 2016 | Sí       |           |            |
| Dicks: The Musical   | 2023 | Sí       |           |            |

### Televisió
| Títol                                    | Any       | Acreditat com | Acreditat com | Acreditat com | Notes                                                                       |
| Títol                                    | Any       | Director      | Guionista     | Productor     | Notes                                                                       |
| ---------------------------------------- | --------- | ------------- | ------------- | ------------- | --------------------------------------------------------------------------- |
| Fridays                                  | 1980–1982 |               | Sí            |               | 53 episodis                                                                 |
| Monsters                                 | 1989      |               | Sí            |               | Episodi: "Taps"                                                             |
| The Arsenio Hall Show                    | 1990–1992 |               | Sí            |               | 19 episodis                                                                 |
| Seinfeld                                 | 1991–1994 |               | Sí            | Supervisant   | 18 episodis; també alguns cameos i editor executiu de la història           |
| Mad About You                            | 1995–1997 |               | Sí            | Executiu      | 19 episodis                                                                 |
| Dilbert                                  | 1999–2000 |               | Sí            | Executiu      | 3 episodis; també co-desenvolupador                                         |
| Curb Your Enthusiasm                     | 2000–2017 | Sí            |               | Executiu      | 19 episodis                                                                 |
| The Tick                                 | 2001–2002 |               | Sí            | Executiu      | 2 episodis                                                                  |
| Entourage                                | 2004–2009 |               | Sí            | Executiu      | 4 episodis; també cameo a "New York"                                        |
| New Girl                                 | 2012      | Sí            |               |               | Episodi: "Katie"                                                            |
| Mixology                                 | 2014      | Sí            |               |               | Episodi: "Tom & Maya"                                                       |
| The Comedians                            | 2015      | Sí            | Sí            | Executiu      | Director de 9 episodis, guionista episodi: "Pilot"; també co-desenvolupador |
| Larry Charles' Dangerous World of Comedy | 2019      | Sí            |               | Executiu      |                                                                             |

### Seinfeld
|           |                    | Episodis de Seinfeld escrits per Larry Charles |
| Temporada | Episodi            | Info |
| 2         | "The Baby Shower"  | Charles ha declarat sobre aquest episodi: "Estava extremadament feliç i orgullós d'aquest programa, i em va encantar la idea de fer aquesta seqüència fantàstica, em va encantar la qualitat cinematogràfica de la història on passem d'un avió a una seqüència fantàstica. , i tenim totes aquestes històries arremolinades, vaig pensar que era una bona plantilla per a episodis posteriors." |
| 2         | "The Statue"       | |
| 2         | "The Heart Attack" | Segons les Notes de Seinfeld, les pròpies amígdales de Charles van tornar a créixer a la vida real, igual que ho fan les de George a l'episodi. |
| 3         | "The Library"      | L’episodi 'Inside Look' del Seinfeld Season 3 DVD presenta Charles en una entrevista, parlant de com volia crear un monòleg policial Jack Webb/Dragnet a l'estil en format de sitcom, que va ser la inspiració del tinent Bookman en aquest episodi. |
| 3         | "The Subway"       | |
| 3         | "The Fix-Up"       | Charles i Elaine Pope van guanyar el premi als Escriptura destacada per a una sèrie de comèdia als Premis Emmy de 1992 per aquest episodi. |
| 3         | "The Limo"         | |
| 3         | "The Keys"         | |
| 4         | "The Trip Part 1"  | |
| 4         | "The Trip Part 2"  | Charles apareix en un cameo al costat de David a l'extrem dret de la pantalla al costat de la policia quan les autoritats es presenten a l'apartament de Kramer a Los Angeles per arrestar-lo per assassinat. |
| 4         | "The Opera"        | |
| 4         | "The Airport"      | Charles apareix en un breu cameo com el passatger que evacua al lavabo de l'avió, deixant una pudor desagradable que Elaine Benes ha de suportar mentre utilitza el lavabo aguantant la respiració. |
| 4         | "The Outing"       | Charles va ser nominat com a millor assoliment individual en escriure en una sèrie de comèdia als Emmys de 1993 per aquest episodi. |
| 4         | "The Old Man"      | |
| 5         | "The Bris"         | |
| 5         | "The Stall"        | |
| 5         | "The Fire"         | |

Charles també té un cameo a l'episodi titulat "The Parking Garage", que va ser escrit per David.

### Mad About You
El 1995, Charles va deixar l'equip de guionistes de Seinfeld per unir-se a la d'una altra comedia de situació de gran èxit de mitjans de la dècada de 1990: Mad About You de Paul Reiser.
|           |                   | Episodis de Mad About You escrits per Larry Charles       |
| Temporada | Episodi           | Info                                                      |
| 4         | "Fertility"       |                                                           |
| 4         | "The Procedure"   |                                                           |
| 4         | "The Weed"        | coescrit amb Billy Grundfest                              |
| 4         | "The Award"       | coescrit amb Seth Kurland i Ron Darian                    |
| 4         | "The Finale (1)"  | coescrit amb Billy Grundfest i Victor Levin               |
| 4         | "The Finale (2)"  | coescrit amb Billy Grundfest, Victor Levin, i Paul Reiser |
| 4         | "The Finale (3)"  | coescrit amb Billy Grundfest, Victor Levin, i Paul Reiser |
| 5         | "Dr. Wonderful"   | coescrit amb Victor Levin                                 |
| 5         | "The Grant"       | coescrit amb Richard Day, Victor Levin i Jenji Kohan      |
| 5         | "Burt's Building" | coescrit amb Victor Levin i Ron Darian                    |
| 5         | "The Gym"         | coescrit amb Richard Day i Victor Levin                   |
| 5         | "Chicken Man"     | coescrit amb Ron Darian i Jonathan Leigh Solomon          |
| 5         | "Astrology"       | coescrit amb Jenji Kohan                                  |
| 5         | "The Penis"       | coescrit amb Richard Day i Maria Semple                   |
| 5         | "On The Road"     | coescrit amb Richard Day i Paul Reiser                    |
| 5         | "The Dry Run"     | coescrit amb David Guarascio i Moses Port                 |
| 5         | "The Birth (1)"   |                                                           |
| 5         | "The Birth (2)"   |                                                           |

### The Tick,Dilbert
Charles va exercir com a productor executiu en dos programes de curta durada, The Tick (per al qual va escriure dos episodis), i Dilbert sèrie d'animació, que va desenvolupar conjuntament amb Scott Adams i va coescriure els següents episodis:
| Temporada | Títol                  | Notes                                                                         |
| --------- | ---------------------- | ----------------------------------------------------------------------------- |
| 1         | "The Name"             | coescrit amb Scott Adams                                                      |
| 1         | "The Takeover"         | coescrit amb Scott Adams i Ned Goldreyer                                      |
| 1         | "Little People"        | coescrit amb David Silverman, Stephen Sustarsic, i Scott Adams                |
| 1         | "The Knack"            | coescrit amb Ned Goldreyer i Scott Adams                                      |
| 1         | "Y2k"                  | coescrit amb Andrew Borakove, Rachel Powell, i Scott Adams                    |
| 1         | "Charity"              | coescrit amb Stephen Sustarsic, David Silverman, i Scott Adams                |
| 1         | "Holiday"              | coescrit amb Ned Goldreyer, Stephen Sustarsic, David Silverman, i Scott Adams |
| 1         | "The Infomercial"      | coescrit amb Ned Goldreyer i Scott Adams                                      |
| 2         | "Art"                  | coescrit amb Ned Goldreyer i Scott Adams                                      |
| 2         | "The Dupey"            | coescrit amb Scott Adams                                                      |
| 2         | "The Merger"           | coescrit amb Scott Adams                                                      |
| 2         | "Hunger"               | coescrit amb Scott Adams                                                      |
| 2         | "The Assistant"        | coescrit amb Mark Steen, Ron Nelson, i Scott Adams                            |
| 2         | "The Return"           | coescrit amb Ned Goldreyer i Scott Adams                                      |
| 2         | "The Virtual Employee" | coescrit amb Ned Goldreyer i Scott Adams                                      |
| 2         | "Pregnancy"            | coescrit amb Scott Adams                                                      |
| 2         | "The Delivery"         | coescrit amb Scott Adams                                                      |
| 2         | "The Fact"             | coescrit amb Ron Nelson, Mark Steen, i Scott Adams                            |
| 2         | "Ethics"               | coescrit amb Scott Adams                                                      |

### Curb Your Enthusiasm
L'any 2000, Charles va començar la seva primera feina com a director a Curb Your Enthusiasm, la sèrie de seguiment de Larry David a Seinfeld (que Larry David va co-crear). Charles va dirigir 18 episodis de l'exitosa sèrie d'HBO.
|           |                                  | Episodis de Curb Your Enthusiasm dirigits per Larry Charles |
| Temporada | Episodi                          | Notes |
| 1         | "The Wire"                       | |
| 2         | "Trick Or Treat"                 | |
| 3         | "The Benadryl Brownie"           | |
| 3         | "The Nanny From Hell"            | Charles va ser nominat a les categories "Assoliment de la direcció destacada en sèries de comèdia" tant a les cerimònies del Sindicat de Directors dels Estats Units com dels Premis Emmy per a aquest episodi. |
| 4         | "Mel's Offer"                    | |
| 4         | "The Blind Date"                 | |
| 4         | "The Surrogate"                  | |
| 4         | "The Survivor"                   | Charles va rebre la seva segona nominació a l'Emmy en la categoria d'"Outstanding Directorial Achievement in Comedy Series" per aquest episodi.                                                                 |
| 5         | "The Bowtie"                     | |
| 5         | "The Ski Lift"                   | |
| 5         | "The End"                        | Charles va rebre la seva segona nominació pel Sindicat de Directors d'Amèrica per a "Assoliment de directors excepcionals en sèries de comèdia" per aquest episodi.                                             |
| 6         | "Meet the Blacks"                | |
| 6         | "The Bat Mitzvah"                | |
| 7         | "Funkhouser's Crazy Sister"      | |
| 7         | "The Bare Midriff"               | |
| 8         | "Mister Softee"                  | |
| 9         | "Thank You for Your Service"     | |
| 9         | “The Accidental Text on Purpose“ | |

### Entourage
Charles va exercir com a Productor executiu i escriptor al programa d'HBO Entourage durant les dues primeres temporades. Els episodis que va escriure van ser:
|           |                       | Episodis d'Entourage escrits per Larry Charles |
| Temporada | Episodi               | Info                                           |
| 1         | "Talk Show"           |                                                |
| 1         | "Busey and the Beach" | coescrit amb Doug Ellin                        |
| 1         | "New York"            | coescrit amb Doug Ellin                        |
| 2         | "Chinatown"           | coescrit amb Brian Burns                       |